# Stručak (mikologija)
Stručak je u mikologiji "stabljika" koja podržava klobuk gljive. Kao i svi drugi dijelovi tijela gljive, osim himenija, stručak se sastoji od sterilnog hifalnog tkiva. Međutim, kod mnogih vrsta se plodni himenij nastavlja na stručak.
Evolucijska korist stručka se smatra lakše širenje spora. Uzdignute gljive lakše će ispustiti spore da ih ponese vjetar ili neka životinja. Međutim, mnoge gljive nemaju stručak, poput griva (capica), zvjezdača, tartufa i zdjeličarki.
Često se pomoću stručka može odrediti vrsta gljive. Neke od karakteristika na koje treba obratiti pažnju su:
- tekstura stručka
- ima li koprenu, vjenčić ili sl.
- izrasta li iz njega još gljiva
- veličinu i oblik
- širi li se pod zemljom u strukturu poput korijena

Kada se skupljaju gljive veoma je važno da se gljiva iskopa iz zemlje, umjesto da je se prelomi preko polovine stručka. 

## Tipovi stručka
- Gol
- Prstenak
- Obojak
- Prstenak i obojak
- Koprena